# Richard-Strauss-Tunnel
Der Richard-Strauss-Tunnel ist ein Straßentunnel in München. Im Tunnel verlaufen die Richard-Strauss-Straße, Leuchtenbergring und die Einsteinstraße. Der Tunnel ist Teil des Mittleren Ringes und hat eine Länge von 1.500 Metern. Er wurde am 18. Juli 2009 eröffnet und zwei Tage später dem Verkehr übergeben.

## Lage
Der Richard-Strauss-Tunnel liegt etwa drei Kilometer östlich des Münchner Stadtzentrums. Zusammen mit dem Effnertunnel ist er Teil einer 2,5 Kilometer langen Neubaustrecke „Mittlerer Ring Ost“. Der Tunnel besitzt zwei Röhren mit insgesamt sieben Zu- und Abfahrten. Der nördliche Tunnelteil im Bereich der Richard-Strauss-Straße befindet sich im Stadtbezirk Bogenhausen, der südliche Teil im Stadtbezirk Au-Haidhausen. 

## Verlauf

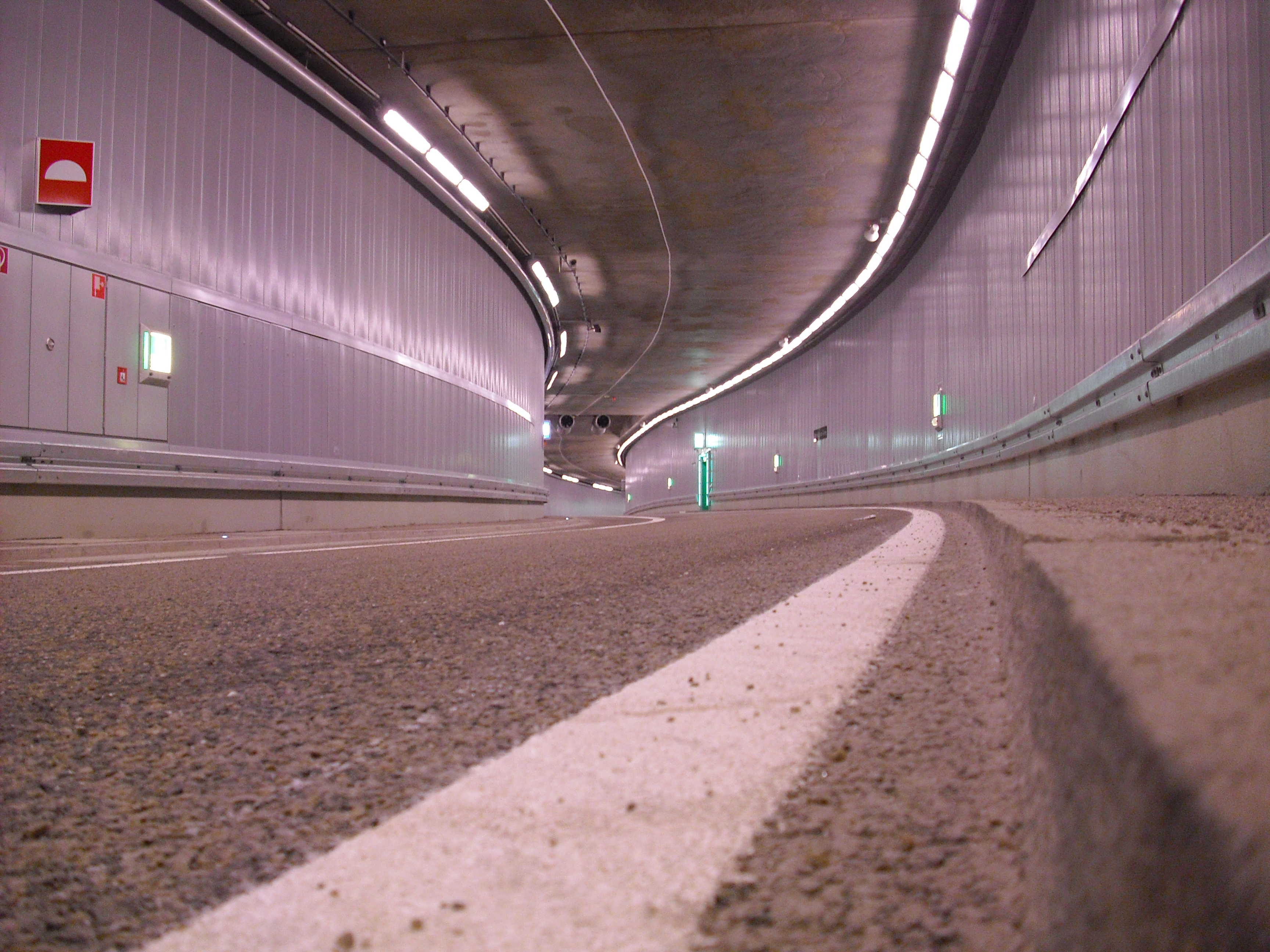
Richard-Strauss-Tunnel im Zweigtunnel zum Vogelweideplatz mit Blick in Richtung Haupttunnel

An der Denninger Straße befindet sich die nördliche Zufahrt zum Tunnel. Die vierstreifige Hauptfahrtrichtung führt über den Mittleren Ring Richtung Schwabing. Zu- und Abfahrten verbinden ihn mit dem Effnerplatz. Südlich der Denninger Straße befindet sich die gleichnamige Abfahrt. Diese ist nur in nördlicher Fahrtrichtung vorhanden. Im weiteren Verlauf folgt die Abfahrt (in südlicher Fahrtrichtung) zur sowie die Zufahrt (in nördlicher Fahrtrichtung) von der A 94 (München – Passau). Dieser Abzweig ist je einstreifig und schwenkt in West-Ost-Richtung unter die Einsteinstraße. Die Tunneleinfahrten befinden sich am Vogelweideplatz.
In der Hauptfahrtrichtung führt der Tunnel weiter unter dem Leuchtenbergring Richtung Süden. Der Tunnel endet südlich der Unterquerung der Einsteinstraße. Von hier hat die Strecke Anschluss in den Stadtbezirk Ramersdorf-Perlach.

## Geschichte

### Erste Planungen
Die ersten Planungen für den Bau des Richard-Strauss-Tunnels begannen bereits Anfang der 1980er Jahre unter dem CSU-Oberbürgermeister Erich Kiesl. Diese Planungen wurden 1990 gestoppt. Dies hing mit dem Ergebnis der damaligen Kommunalwahlen zusammen. Da die Partei Die Grünen gegen den Ausbau des Mittleren Ringes war, wurde das Projekt Tunnelbau zurückgestellt.

### Bürgerentscheid
Unterstützt von FDP, IHK München, Handwerkskammer und ADAC brachten einige CSU-Politiker den ersten Münchner Bürgerentscheid mit dem Titel „Drei Tunnel braucht der Mittlere Ring“ auf den Weg. Am 23. Juni 1996 entschieden sich die Münchner Wähler mit knapper Mehrheit für einen weiteren Ausbau des Mittleren Rings und gegen den Willen der Stadtratsmehrheit aus SPD und Grünen.

### Neue Planungen
Die Planung für den Tunnel begann 1997 grundlegend neu. Dabei musste sichergestellt werden, dass auf der Richard-Strauss-Straße der Verkehr mindestens vierstreifig weiter rollen konnte. Das bedeutete, dass die Baustelle in kleine Teilstücke zu zerlegen war, die neben den Behelfs-Fahrbahnen Platz hatten.

### Bau des Tunnels

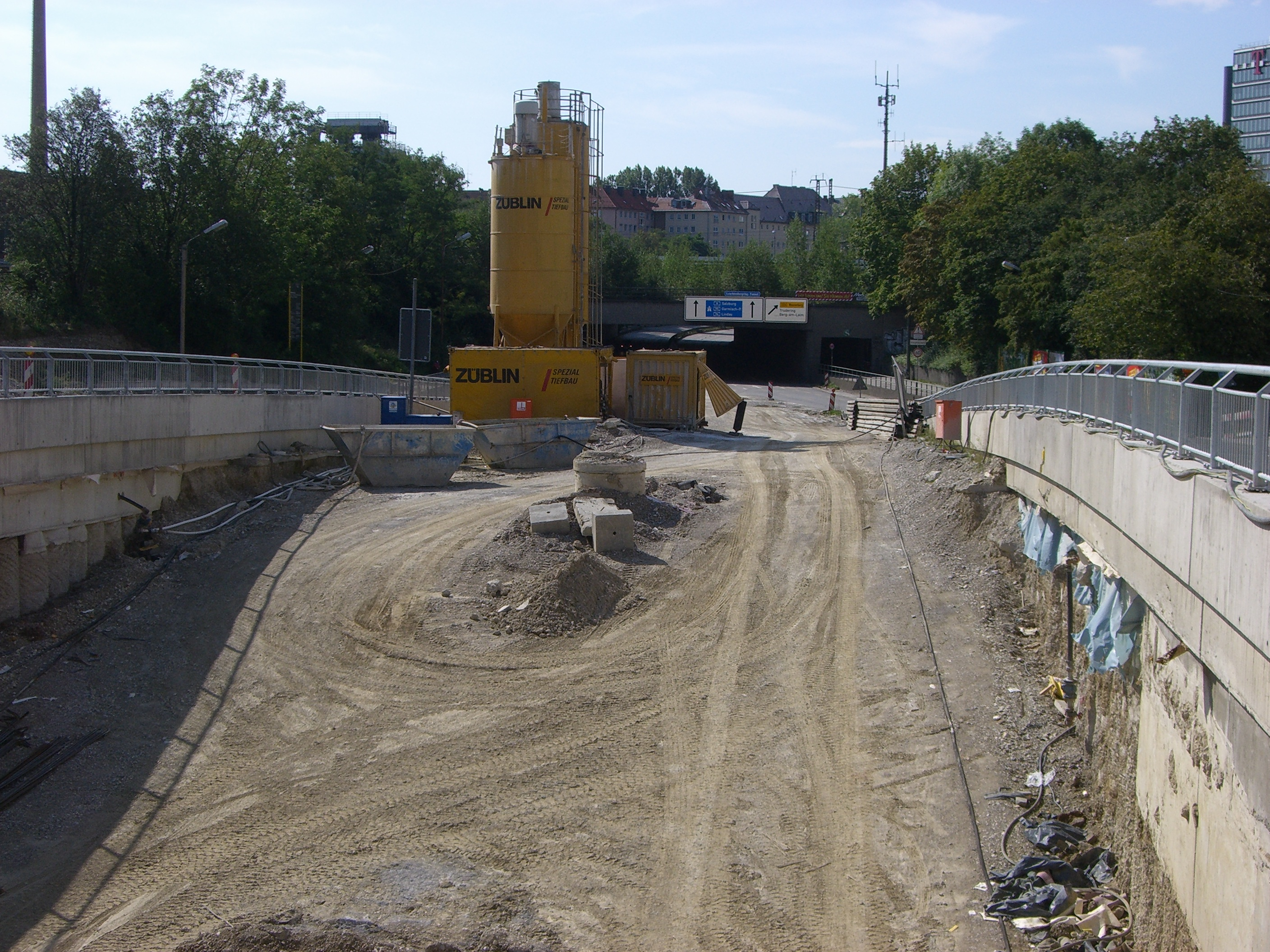
Südliche Ausfahrt der Baustelle Richard-Strauss-Tunnel im August 2007

#### Allgemeines
Der Bau des Tunnels dauerte von Juli 2003 bis Juli 2009. Das ganze Projekt war in drei Baulose aufgeteilt. Baulos 1 und 2 waren der Richard-Strauss-Tunnel. Dieser wurde in Deckelbauweise errichtet. Hierbei wird zuerst die spätere Decke des Tunnels errichtet. Im zweiten Schritt wird der eigentliche Tunnel darunter errichtet. Eine Ausnahme bildete der Bereich der U-Bahn-Station Böhmerwaldplatz. Hier musste aufgrund der baulichen Gegebenheiten die herkömmliche offene Bauweise gewählt werden.
Es wurden 600.000 Kubikmeter Erde bewegt, 180.000 Kubikmeter Beton gegossen und 25.000 Tonnen Stahl im Beton versenkt. Der Tunnel besitzt nach seiner Fertigstellung 7.200 aneinandergereihte Betonpfähle, die die äußeren Wände bilden.

#### Vorleistungen
Bevor der Bau des Tunnels begonnen werden konnte, mussten einige Vorleistungen erbracht werden. Diese begannen im Jahr 2000. Es wurde ein großer Kanal neu verlegt, der die Abwässer aus sechs Stadtteilen befördert (liegt jetzt westlich des Tunnels). Zusätzlich wurden noch weitere kleinere Abwasserkanäle östlich des jetzigen Tunnels gebaut. Seit 2002 wurde eine Starkstromleitung weiträumig um die Richard-Strauss-Straße herum verlegt. Ebenso weichen musste die Gasreglerstation in der Einsteinstraße. Als unmittelbare Bauvorleistung wurden Anfang 2003 die Bäume auf der Richard-Strauss-Straße gefällt.

#### Bauverlauf

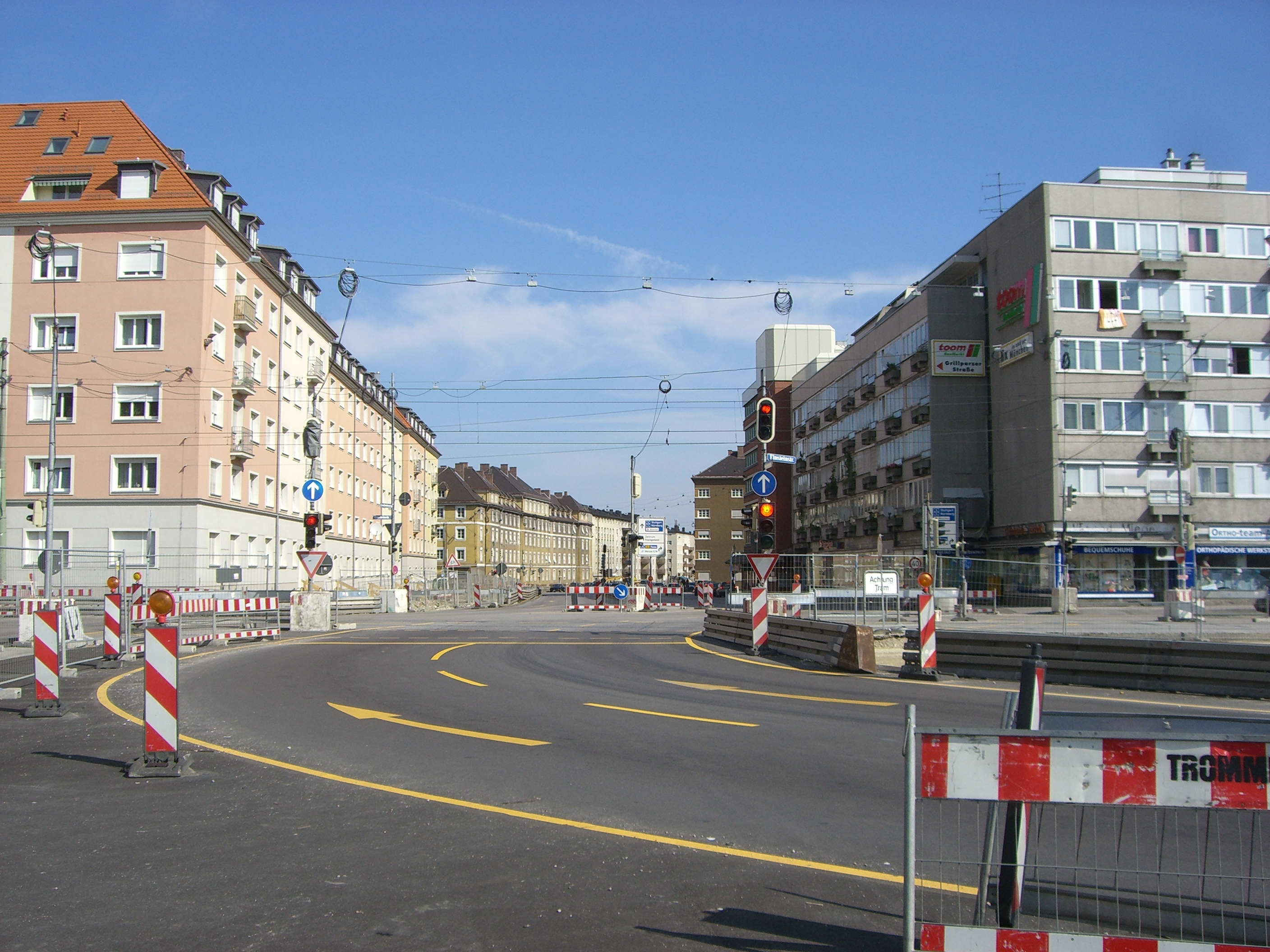
Baustelle am Leuchtenbergring Ecke Einsteinstraße im August 2007

Mit den Bauarbeiten begonnen wurde an allen drei Losen gleichzeitig. Als erstes wurde 2003 die östliche Tunneldecke errichtet. Dazu mussten die provisorischen Fahrbahnen, Geh- und Radwege westlich davon angelegt werden. Im südlichen Bereich um die Einstein- und Prinzregentenstraße bedeutete dies für die Planung aufgrund der dichten Bebauung eine besondere Herausforderung.
Ab Frühjahr 2004 wurden die Einstein- und die Prinzregentenstraße zur Einbahnstraße (stadtaus- bzw. -einwärts). Es begannen die Bauarbeiten für die Tunneldecke der südlichen Fahrbahn des Seitentunnels in der Einsteinstraße. Unterdessen wurde ein Teil der östlichen Tunneldecke des Haupttunnels fertig, und die Fahrbahn konnte darauf verschwenkt werden. Ebenso fertiggestellt wurden Teile der südlichen Zu- und Abfahrtsrampen.
Nachdem die gesamte Strecke auf die östliche Tunneldecke verschwenkt war, begann 2005 der Bau der westlichen Tunneldecke. Diese wurde ebenso wie die östliche Tunneldecke von Süden her gebaut. In der östlichen Tunnelhälfte begannen bereits erste Aushubarbeiten unter der Tunneldecke. Zu dieser Zeit wurde auch die Tunneldecke des nördlichen Seitentunnels gebaut sowie dessen Tunnelrampen. Im Herbst 2005 wechselt die Fahrtrichtung der Einstein- und Prinzregentenstraße.
2006 wurden die letzten Arbeiten an den Tunneldecken beendet. Auch die südlichen Tunnelrampen wurden fertiggestellt. Der Aushub unter den Tunneldecken begann nun von allen Tunnelportalen aus.
Nach den letzten Aushubarbeiten, insbesondere an der Ausfahrt Denninger Straße, wurde 2007 der Rohbau durch zusätzliche Entwässerungsgräben ergänzt. Im Herbst 2007 entstanden die Straßendecken, und es wurde mit dem technischen Innenausbau begonnen. Mitte Oktober 2007 wurde das Einbahnstraßensystem auf der Einstein- und Prinzregentenstraße aufgehoben.
2008 wurde der technische Innenausbau im Nordbereich fortgesetzt. Die Rohbauarbeiten konnten im südlichen Bauabschnitt bis April 2008 beendet werden. An der Oberfläche wurden die Versorgungsleitungen (Strom/Gas/Wasser/Abwasser) in ihre endgültige Lage (zurück-)versetzt.
Der Endausbau des Tunnels endete im Juni 2009. Bis zur Eröffnung am 18. Juni 2009 wurden noch zahlreiche Tests der verschiedenen Anlagen durchgeführt.

#### Eröffnung des Tunnels
Die feierliche Eröffnung des Richard-Strauss-Tunnels fand am 18. Juli 2009 statt. Bei der Feier anwesend waren Münchens Oberbürgermeister Christian Ude, Bayerns Wirtschaftsminister Martin Zeil und Innenminister Joachim Herrmann. Zwei Münchner Kinder durchschnitten symbolisch das Band. Im Anschluss rollte ein Oldtimer-Corso durch den Tunnel. Der Tunnel konnte von den Münchnern anschließend für einige Stunden zu Fuß besichtigt werden, bevor er für den Kraftfahrzeugverkehr freigegeben wurde.

#### Weiterer Ausbau an der Oberfläche
Bis Ende Oktober 2010 gestaltete das Baureferat München die Oberfläche über dem Tunnel zu einer friedlich-grünen Idylle um. Auf beiden Seiten wurden großzügige Fußwege angelegt und etwa 900 Bäume gepflanzt. Pro Fahrtrichtung steht noch ein Fahrstreifen für die verbleibenden geschätzten 6.000 Kfz pro Tag zur Verfügung. Zusätzlich verbleiben auf beiden Straßenseiten Parkflächen für den ruhenden Kfz-Verkehr. Damit steht auch weiterhin der überwiegende Teil der oberirdischen Verkehrsfläche für Kraftfahrzeuge zur Verfügung. Die Breite der angelegten Radwege orientiert sich trotz der räumlichen Möglichkeiten nicht an der technisch sinnvollen Regelbreite, sondern erfüllt lediglich die Anforderungen der Mindestbreite für geringen Radverkehr oder bleibt stellenweise sogar darunter.

### Kosten des Projektes
Die Kosten des Bauprojektes „Mittlerer Ring Ost“ mit Effnerplatz, Effnertunnel, Richard-Strauss-Straße und Richard-Strauss-Tunnel sowie der diversen Zu- und Abfahrten beliefen sich auf 325 Mio. Euro, wovon die Stadt 197 Mio. Euro trug. Allein die provisorische Verkehrsführung der Bauzeit samt Signalanlagen kostete 16 Mio. Euro.

## Betrieb des Tunnels

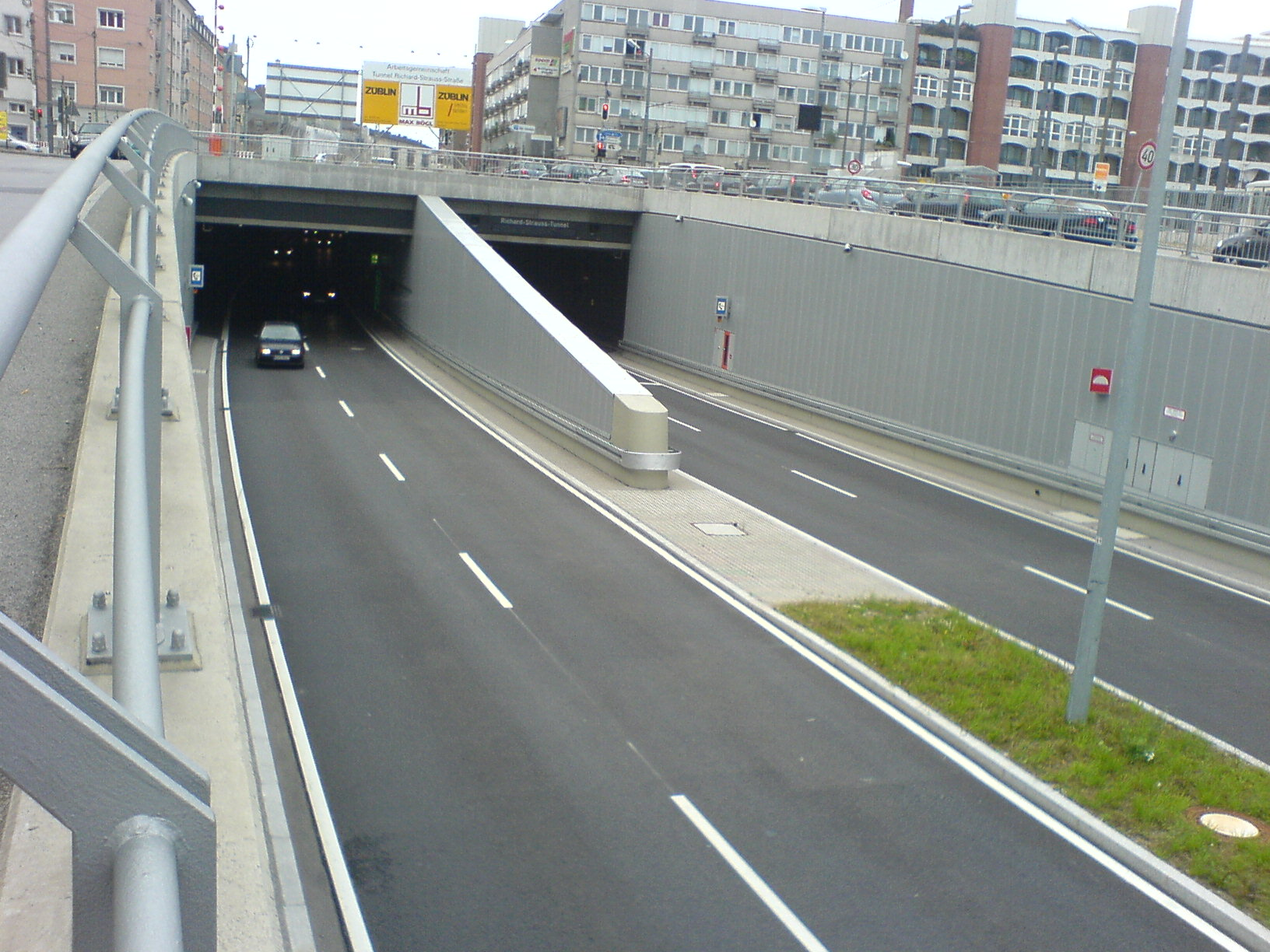
Südliches Portal des Richard-Strauss-Tunnels im September 2009

### Technik im Tunnel
Im Richard-Strauss-Tunnel ist die zum Zeitpunkt der Errichtung modernste Sicherheits- und Betriebstechnik eingebaut worden. Es befinden sich alle 60 Meter Fluchttüren in der Mittelwand. Pannenbuchten sind alle 350 Meter vorhanden. Von dort kann über einen Fluchtweg die Oberfläche erreicht werden. Die erwarteten 96.000 Fahrzeuge pro Tag werden sowohl im Tunnel als auch in den Rampenbereichen kameraüberwacht. Für die Sicherheitstechnik hat die Landeshauptstadt München 25 Millionen Euro investiert.

### Tempolimit
Die Geschwindigkeit im Tunnel wird über LED-Wechselverkehrszeichen geregelt; bei normalem Verkehr wird die Höchstgeschwindigkeit in der Hauptröhre – analog zu anderen Teilabschnitten des Mittleren Rings – auf 60 km/h erhöht, während im Nebentunnel zur A94 das reguläre Tempolimit für innerörtliche Straßen von 50 km/h gilt. Die Geschwindigkeit wird durch induktionsschleifen-gesteuerte Blitzgeräte überwacht, die an sechs Stellen in Haupt- und Nebentunnel angebracht sind.

### Besondere Ereignisse
Am Abend des 23. Oktober 2009 stand die Fahrbahn des Tunnels auf einer Länge von 100 Metern unter Wasser. Grund war der selbstständige Spülvorgang der Hydrantenanlage bei gleichzeitigem Ausfall der automatischen Pumpen. Die Berufsfeuerwehr München versuchte zuerst, mit mehreren Tauchpumpen das Wasser zu entfernen. Aufgrund der großen Wassermengen wurde das Technische Hilfswerk hinzugezogen, das mit einer Hochleistungspumpe das Wasser beseitigen konnte. Der Tunnel konnte erst am Folgetag wieder für den Straßenverkehr freigegeben werden.

## Sonstiges
Durch die Eröffnung des Richard-Strauss-Tunnels wurde die Verkehrssituation in diesem Bereich erheblich verbessert. Durch die höhere Durchflussgeschwindigkeit des Kfz-Verkehrs im Bereich des Tunnels sowie durch das aufgrund der Attraktivität des Tunnels induzierte höhere Verkehrsaufkommen im Berufsverkehr ist jedoch weiter nördlich eine neue Engstelle für den Straßenverkehr entstanden, die in den Planungen nicht ausreichend berücksichtigt worden war: Die Einmündung Ifflandstraße in den Isarring (48° 9′ 34,4″ N, 11° 36′ 6,1″ O) wurde noch mittels einer Ampelanlage gesteuert, wodurch sich der Verkehr temporär bis in den Tunnel zurückstaute. Die Problematik wurde nach der Tunneleröffnung 2009 im Stadtrat München kontrovers diskutiert, der eine Machbarkeitsstudie aller möglichen Varianten in Auftrag gegeben hat.
Die Machbarkeitsstudie wurde Januar 2011 vorgestellt: Langfristig sollte von der Einmündung Ifflandstraße bis Ausfahrt Dietlindenstraße die Fahrbahn um einen Verflechtungsstreifen ergänzt werden. Der dazu notwendige Platz sollte durch Verengung der beiden bestehenden Fahrstreifen von 3,5 m auf 3 m, sowie aus dem Abbau des an dieser Stelle straßenbegleitenden Radwegs gewonnen werden.
Eine Zwischenlösung wurde im August 2011 installiert. Die beiden Fahrstreifen des Isarrings werden vor der Ampel mit einem Fahrbahnteiler voneinander getrennt. Jeder der beiden Fahrstreifen hat eine eigene Ampel, die in einer provisorischen Gerüstkonstruktion, als Brücke über der Fahrbahn, integriert ist. Der linke Fahrstreifen hat „Dauergrün“ und wird somit an der eigentlichen Kreuzung vorbeigeführt. Der rechte Fahrstreifen hat wie gewohnt die normale Ampelschaltung. Dafür fällt allerdings in der Ifflandstraße der linke Fahrstreifen vor der Einmündung in den Isaaring ersatzlos weg und es kann nur mehr einstreifig in den Isarring eingefädelt werden, statt wie bisher auf zwei Fahrstreifen. Der neue Fahrbahnteiler führte allerdings zu erhöhten Unfallzahlen.
2016 wurde der Ausbau auf drei Fahrstreifen realisiert. Langfristig ist eine Untertunnelung des Englischen Gartens in diesem Bereich in der Diskussion. Diese ist aber nach jüngeren Entscheidungen, u. a. aus Kostengründen, weitestgehend vom Tisch.